# 배스 아이언 웍스

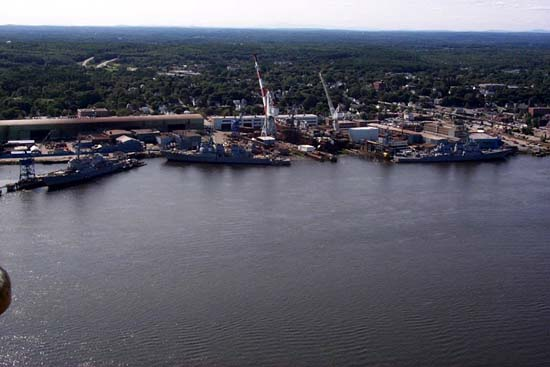
NAS 브룬즈윅의 배스 아이언 웍스 사진

배스 아이언 웍스(Bath Iron Works)는 메인주 배스의 케네벡 강에 위치한 미국의 주요 조선소로, 1884년 배스 아이언 웍스 리미티드(Bath Iron Works, Limited)라는 이름으로 설립되었다. 1995년부터 배스 아이언 웍스는 세계 최대 규모의 방위산업체 중 하나인 제너럴 다이내믹스(General Dynamics)의 자회사가 되었다. BIW는 민간, 상업, 군용 선박을 건조해 왔으며, 그중 대부분은 미국 해군의 발주를 받았다.

## 외부 시설
배스 아이언 웍스는 메인주 중부 해안 지역 인근에 여러 외부 시설을 운영하고 있으며, 관리부터 구조물 제작까지 다양한 용도로 사용된다.

### 웨스트배스
• 웨스트 배스 웨어하우스(West Bath Warehouse) • 본 야적장에서 가장 가까운 시설로, 웨스트배스의 뉴미도스로드(New Meadows Road) 76번지에 위치해 있다. 주요 업무는 다른 BIW 시설, 특히 본 야적장으로 자재를 보관하고 유통하는 것이다.

### 브룬즈윅
메인주 브런즈윅 인근 도시는 단일 지자체 중 배스 아이언 웍스의 외부 시설이 가장 많이 있는 곳이다.
• 구조물 제작 • 1940년 "Harding's Plant"라는 이름으로 건설된 구조물 제작 시설은 본 야적장 외부에 있는 시설 중 가장 큰 규모를 자랑한다.
• 아웃핏 제작 • 이전에는 "이스트 브런스윅 제조 시설(EBMF)"로 알려졌던 아웃핏 제작 시설은 작업 현장에서 제작하여 나중에 본 야적장으로 운송하는 데 더 효율적인 비구조적 부품 및 조립품 생산을 담당한다.
• 기술 센터 • 기술 센터는 많은 기획자, 설계자, 엔지니어가 근무하는 곳이다.